# Margit Warburg
Margit Warburg (født 15. februar 1952 i København) er professor i religionssociologi på Københavns Universitet.
Hun modtog Københavns Universitets guldmedalje for besvarelse af en prisopgave i kristendomskundskab 1976. Hun blev magister i religionssociologi fra Københavns Universitet 1979 og dr.phil for afhandlingen "Citizens of the World. A History and Sociology of the Baha'is from a Globalisation" fra Københavns Universitet 2007.
Efter magisterkonferensen har Margit Warburg primært været ansat på Københavns Universitet, blandt andet som lektor. Hun blev professor i religionssociologi på Københavns Universitet 2004. Hendes tiltrædelsesforelæsning havde overskriften "Religionssociologien og globaliseringen".
Margit Warburg var med til at oprette Københavns Universitets tværfakultære satsningsområde "Religion i det 21. århundrede" (2003-2007) og var næstformand i styringsgruppen.

## Udvalgt bibliografi
- Trolle, Astrid Krabbe; Warburg, Margit (Redaktører). Den danske religionsmodels grænseflade. Temanummer af Religionsvidenskabeligt Tidsskrift. 2015.
- Warburg, Margit; Larsen, Signe Alma Engelbreth; Schütze, Laura Maria (Redaktører): Civilreligion i Danmark : Ritualer, myter og steder. Højbjerg: Forlaget Univers, 2013.
- Warburg, Margit; Redigeret af Lisbet Christoffersen, Hans Raun Iversen, Niels Kærgård og Margit Warburg (redaktører): Fremtidens danske religionsmodel. Frederiksberg: Forlaget Anis, 2012.
- Hvithamar, Annika; Warburg, Margit og Jacobsen, Brian Arly (Redaktører).Holy Nations and Global Identities : Civil Religion, Nationalism, and Globalisation. Leiden: Brill Academic Publishers, Incorporated, 2009. (International Studies in Religion and Society, Vol. 10).
- Gundelach, Peter; Hans Raun Iversen og Margit Warburg: I hjertet af Danmark. Institutioner og mentaliteter. Hans Reitzels Forlag, København 2008.
- Warburg, Margit og Brian Jacobsen (red.): Tørre tal om troen. Religionsdemografi i det 21. århundrede. 231 s. Univers, Højbjerg 2007.
- Citizens of the World. A History and Sociology of the Baha'is from a Globalisation Perspective. Numen Book Series. Studies in the History of Religions 106, xxx, 618 s. Brill, Leiden 2006.
- Højsgaard, M.T., Warburg, M.(red.): Religion and Cyberspace. 207 s. Routledge, London 2005.
- Warburg, M., Hvithamar, A., Warmind M.L. (red.): Baha'i and Globalisation. Renner Studies on New Religions Vol. 7, 309 s. Aarhus University Press, Aarhus 2005.
- Baha´ i. Studies in Contemporary Religion 91 s. Signature Books, Salt Lake City 2003.
- Krag H., Warburg, M.: Amol iz geven. Jødisk kultur og historie i det gamle Østeuropa (2. revideret og udvidet udgave). 296 s. Helen Krag og Margit Warburg (red.) Forum, København 2001.
- Warburg, M.: I baha'ii. 125 s. Elledici, Religioni e movimenti, Torino 2001.
- Warburg, M., Warmind M.L., og andre: Feltarbejde i Religion. 42 s. Uddannelsesstyrelsens temahæfter nr. 24, Undervisningsministeriet, København 2000.
- Barker E., Warburg, M. (eds.): New Religions and New Religiosity. 309 s. Aarhus University Press, Aarhus 1998.
- Warburg, M.: "Religionssociologi." i: Humanistisk religionsforskning, En indføring i religionshistorie & religionssociologi s. 137-246. Mikael Rothstein (red.). Samleren, København 1997.
- Warburg, M.: Studying New Religions. 63s. Department of History of Religion, Univiversity of Copenhagen, Copenhagen 1995.
- Krag, H.L., Warburg, M.: Minoriteter. En grundbog. Fjorten synsvinkler på minoritetsstudier. 342 s. Spektrum, København 1992.
- Warburg, M., Warmind M.: Religiøse minoriteter og hvordan man studerer dem. i: Minoritetsreligioner i Danmark – religionssociologisk set s. 13-39. Tim Jensen (red). Columbus, u.s. (København) 1991.